# Navadni deževnik
Navadni deževnik (znanstveno ime Lumbricus terrestris) je pogosta vrsta deževnikov, ki izvira iz Evrope, kasneje pa so jo ljudje raznesli po skoraj vsem svetu.

## Opis
Živijo v vlažni prsti. Navadni deževniki so obojespolniki. V zadnjih segmentih telesa se nahajajo testisi, le v enem segmentu pa par jajčnikov. Med 23. in 27. segmentom se nahaja posebna kožna tvorba, imenovana sedlo (clitellum), ki v času parjenja izloči poseben žlezast ovoj, ki potuje vzdolž telesa do jajcevodov v kateri so jajčeca ter do posebnih sprejemnikov za spermije. Tam se jajčece in semenčice združijo, ovoj pa nato zdrsi po deževniku in se začne strjevati v kokon, iz katerega se nato razvijejo mladi deževniki. Parjenje lahko traja tudi do tri ure.
Za razliko od nekaterih drugih vrst deževnikov se navadni deževnik prehranjuje le tik pod zemeljskim površjem z razpadajočimi organskimi snovmi. V vhode svojih bivališč pogosto vlači odmrlo listje, kjer le-to delno razpade, preden ga deževnik poje. Koplje sicer tudi globoke rove, a se v njih ne hrani.